# Делавэр (тауншип, Миннесота)
Делавэр (англ. Delaware) — тауншип в округе Грант, Миннесота, США. На 2000 год его население составило 119 человек.

## География
По данным Бюро переписи населения США площадь тауншипа составляет 94,1 км², из которых 91,8 км² занимает суша, а 2,3 км² — вода (2,42 %).

## Демография
По данным переписи населения 2000 года здесь находились 119 человек, 47 домохозяйств и 32 семьи. Плотность населения —  1,3 чел./км². На территории тауншипа расположено 53 постройки со средней плотностью 0,6 построек на один квадратный километр. Расовый состав населения: 100,00 % белых.
Из 47 домохозяйств в 38,3 % воспитывались дети до 18 лет, в 66,0 % проживали супружеские пары, в 2,1 % проживали незамужние женщины и в 29,8 % домохозяйств проживали несемейные люди. 25,5 % домохозяйств состояли из одного человека, при том 10,6 % из — одиноких пожилых людей старше 65 лет. Средний размер домохозяйства — 2,53, а семьи — 3,00 человека.
26,9 % населения — младше 18 лет, 5,9 % — в возрасте от 18 до 24 лет, 27,7 % — от 25 до 44, 25,2 % — от 45 до 64, и 14,3 % — старше 65 лет. Средний возраст — 42 года. На каждые 100 женщин приходилось 112,5 мужчин. На каждые 100 женщин старше 18 приходилось 112,2 мужчин.
Средний годовой доход домохозяйства составлял 46 875 долларов, а средний годовой доход семьи —  52 500 долларов. Средний доход мужчин —  27 500  долларов, в то время как у женщин — 27 750. Доход на душу населения составил 19 196 долларов. За чертой бедности находились 5,3 % семей и 9,6 % всего населения тауншипа, из которых 11,1 % младше 18 лет.